# Dictyospermum humile
Dictyospermum humile är en himmelsblomsväxtart som först beskrevs av Otto Warburg, och fick sitt nu gällande namn av John Kenneth Morton. Dictyospermum humile ingår i släktet Dictyospermum och familjen himmelsblomsväxter. Inga underarter finns listade.